# 11669 Pascalscholl
11669 Pascalscholl eller 1997 XY8 är en asteroid i huvudbältet som upptäcktes den 7 december 1997 av OCA–DLR Asteroid Survey (ODAS). Den är uppkallad efter Pascal Scholl, son till astronomen Hans Scholl.
Asteroiden har en diameter på ungefär 6 kilometer.